# Опера-сериа
О́пера-се́риа (итал. ореrа seria — серьёзная опера) — жанр итальянской оперы, возник в конце XVII века в рамках неаполитанской оперной школы. Оперу-сериа создавали на основе героико-мифологического или легендарно-исторического сюжета с чётким распределением сценического действия и музыки. В музыке преобладали речитативы и большие виртуозные арии солистов, которые словно соревновались в мастерстве вокализации.
К выдающимся мастерам оперы-сериа принадлежали Алессандро Скарлатти, Георг-Фридрих Гендель, Никола Порпора, Бальдассаре Галуппи, Никколо Пиччини, Джан Франческо де Майо, Джакомо Мейербер, Кристоф Виллибальд Глюк, Антонио Сальери, ранний Моцарт, Гаспаре Спонтини, Иньяцио Фьорилло, Дженнаро Манна и другие. Последний и один из наиболее выдающихся образчиков жанра — «Семирамида» Россини — был создан в 1823 году.